# Masami Hasegawa
Masami Hasegawa (長谷川真実 (Hasegawa Masami?); Tokyo, 9 maggio 1984) è una giocatrice di bowling giapponese, membro del JPBA con la licenza n°. 395.

## Records

### 2006
- DHC Tour 6th race 10th place

### 2009
- DHC Tour 2nd game 7th place

### 2011
- The 6th MK Charity Cup 2nd place
- Bowling Revolution P ★ League No. 3 race No. 3

### 2012
- Miyazaki Proamama open victory

### 2013
- Kansai Open 2nd place
- Miyazaki Proamama Open 5th place
- The 37th ABS Japan Open 3rd place
- TV appearance
- Fire sports aquarium TV (2012, TBS TV )
- Japanese archipelago bowling summit decisive battle (December 2012, Fuji Television)